# Franz Galli
Franz Karl Emanuel Galli (* 23. Dezember 1839 in Inowrazlaw; † 25. Oktober 1917) war ein deutscher Jurist, Richter und Reichsgerichtsrat.

## Leben
Galli studierte Rechtswissenschaften in Halle und wurde 1859 Mitglied des Corps Guestphalia Halle. 1861 wurde Galli vereidigt und trat als Auskultator in den preußischen Staatsdienst. 1863 wurde er Referendar und 1865 Gerichtsassessor. Staatsanwaltsgehilfe in Lobsens wurde er 1867. 1871 ernannte man ihn zum Staatsanwalt in Gnesen. Im nächsten Jahr wurde er nach Beuthen versetzt. Kronanwalt in Göttingen wurde er 1875. 1879 wurde er zum I. Staatsanwalt in Göttingen. Im Januar 1886 kam er als Hilfsarbeiter zur Reichsanwaltschaft und wurde im Juni Reichsanwalt. Im Dezember 1895 wechselte er zum Reichsgericht. Er war im II. und IV. Strafsenat tätig. Im Juni 1903 trat er in den Ruhestand. 

## Werke (Auswahl)
- Zur Lehre von der Hypothek des Eigenthümers, Beiträge zur Erläuterung des preußischen Rechts durch Theorie und Praxis, Jahrgang 10 (1866), S. 513.
- Zur Reform des Strafprozesses : V. Legalitätsprinzip. - Subsidiäre Privatklage, Deutsche Juristen-Zeitung, Jahrgang 8 (1903), S. 377.
- Zur Reform des Strafprozesses : VI. Vorverfahren, Deutsche Juristen-Zeitung, Jahrgang 8 (1903), S. 488.
- Betrug durch Vorspiegelung unsittlicher Dienste, Deutsche Juristen-Zeitung, Jahrgang 9 (1904), Sp. 1125.
- Mitarbeiter in M. Stengleins Kommentar zu den strafrechtlichen Nebengesetzen des Deutschen Reiches, Berlin 1912/1911.